# Доувърски демон
Доувърският демон  е криптид, наблюдаван в 3 отделни случая в град Доувър, Масачузетс, САЩ през 1977 г. Това същество става обект на изследванията на криптозоолога Лорън Коулман.

## История
Първият описан случай е от трима 17-годишни младежи, които шофирали в покрайнините на Доувър. Те го забелязали лазещо по един бордюр. Бил Бартлет, водачът на колата, казва:
| „ | В първия момент помислих че е куче, но когато намалих, фаровете го осветиха и се вгледахме добре в него. Тогава видяхме мъртвешкото му лице и голямата като диня глава с две оранжеви очи. Ръцете му бяха дълги и тънки, целите в кал и пясък, а кожата, кожата беше като шкурка. | “ |

В 2 последователни вечери го виждат още 3-ма младежи. 15-годишният Джон Бакстър е вторият очевидец, наблюдавал съществото отново край Доувър. Бакстър разказва, че като го видял, се уплашил и побягнал, но съществото само го гледало от короната на едно сухо дърво, на което било качено. На следващата вечер Аби Бръбхам и У. Тейнор също го наблюдават. Било край пътя, когато 18-годишната Аби минала с колата, а то стояло върху един контейнер и гледало с оранжевите си очи. И четиримата младежи твърдят, че казват истината.

## Теории. Какво е то?
- Уфолозите подкрепят теорията че е извънземно, останало на Земята след като екипажът му е излетял и го е забравил, случайно или нарочно.
- друга теория е, че това е „мутант“. Вероятно човек, който е бил подложен на експерименти в тайни лаборатории. Правителството на САЩ обаче отхвърли вероятността някъде да се правят опити с хора.
- Друга теория е че е било болен малък лос, който се скитал из Доувър.
- Някои вярват че това е Меннегиши. Дух от митологията на Апачите.
- Някои предложиха теорията за избягал от зоопарка варан, но тя бе отхвърлена след като всички зоологически градини са потвърдили, че нямат липсващи животни.